# 노랑딱새
노랑딱새(mugimaki flycatcher, 학명: Ficedula mugimaki)는 솔딱새과에 속하는 새이다. 몸길이는 약 11cm이고 몸빛은 수컷이 등·날개·꼬리가 검고 배는 짙은 등황색이다. 날개에 흰색의 커다란 무늬가 있는데 늙은 새는 노란빛을 띠기도 한다. 암컷은 등이 올리브빛 갈색이고 허리에 넓고 푸른 띠가 있다.
큰 나무가 있는 탁 트인 나무숲과 정원 등지에 서식하며 주로 곤충, 특히 파리를 즐겨 먹는다. 암컷은 4-8개의 알을 낳으며, 알은 엷은 올리브녹색에 적갈색 반점이 있다. 한국·중국·러시아에서 번식하며 동남아시아에서 월동한다.